# Fregaty typu Garcia
Fregaty typu Garcia – seria amerykańskich okrętów klasyfikowanych początkowo jako eskortowce oceaniczne, a następnie od czerwca 1975, po reformie klasyfikacji okrętów, jako fregaty. Zbudowano 11 okrętów, które pozostawały w służbie w US Navy w latach 1964 - 1990. Wycofywane ze służby w US Navy okręty przekazywano marynarkom wojennym Brazylii i Pakistanu.

## Historia
W celu zastąpienia niszczycieli eskortowych, budowanych masowo podczas II wojny światowej, po wojnie powstało kilka typów nowoczesnych okrętów eskortowych przeznaczonych głównie do zwalczania okrętów podwodnych. Do tego typu okrętów należały eskortowce typu Bronstein. Jednostki te były przeznaczone głównie do zwalczania nowych radzieckich okrętów podwodnych z napędem atomowym. Powiększoną wersją okrętów typu Bronstein były fregaty typu Garcia.
Środki na budowę dwóch pierwszych okrętów typu zostały uwzględnione w budżecie obronnym na rok 1960. Zamówienie na pierwszy okręt serii USS „Garcia” zostało złożone w stoczni Bethlehem Steel 22 czerwca 1961. Stępkę pod budowę okrętu położono 16 października 1962. Wodowanie nastąpiło 31 października 1963, wejście do służby 21 grudnia 1964. W latach 1972–1975 osiem okrętów przebudowano aby mogły przenosić na pokładzie jeden śmigłowiec SH-2 Seasprite

## Okręty
- USS Garcia (FF-1040) - rozpoczęcie budowy 16 października 1962, wodowanie 31 października 1963, wejście do służby 21 grudnia 1964
- USS Bradley (FF-1041) - rozpoczęcie budowy 17 stycznia 1963, wodowanie 26 marca 1964, wejście do służby 15 maja 1965
- USS Edward McDonnell (FF-1043) - rozpoczęcie budowy 1 kwietnia 1963, wodowanie 15 lutego 1964, wejście do służby 15 lutego 1965
- USS Brumby (FF-1044) - rozpoczęcie budowy 1 sierpnia 1963, wodowanie 6 czerwca 1964, wejście do służby 5 sierpnia 1965
- USS Davidson (FF-1045) - rozpoczęcie budowy 30 września 1963, wodowanie 2 października 1964, wejście do służby 1 grudnia 1965
- USS Voge (FF-1047) - rozpoczęcie budowy 21 listopada 1963, wodowanie 4 lutego 1965, wejście do służby 25 listopada 1966
- USS Sample (FF-1048) - rozpoczęcie budowy 19 lipca 1963, wodowanie 28 kwietnia 1964, wejście do służby 23 marca 1968
- USS Koelsch (FF-1049) - rozpoczęcie budowy 19 lutego 1964, wodowanie 8 czerwca 1965, wejście do służby 19 października 1968
- USS Albert David (FF-1050) - rozpoczęcie budowy 29 kwietnia 1964, wodowanie 19 grudnia 1965, wejście do służby 19 października 1968
- USS O’Callahan (FF-1051) - rozpoczęcie budowy 19 lutego 1964, wodowanie 20 października 1965, wejście do służby 13 lipca 1968
- Glover (FF-1098) - rozpoczęcie budowy 29 lipca 1963, wodowanie 17 kwietnia 1965, wejście do służby 13 listopada 1965